# ستيفن باريت (طبيب نفسي)
ستيفن باريت (بالإنجليزية: Stephen Barrett)‏ هو طبيب نفسي أمريكي، ولد في 1933 في نيويورك في الولايات المتحدة.

## وصلات خارجية
- الموقع الرسمي